# ドクダミ科
ドクダミ科（ドクダミか、学名: Saururaceae）は、コショウ目に属する科の1つである。多年草であり、精油を含み、葉は単葉で互生する。個々の花は小さく花被を欠き、雄しべと雌しべだけからなる。しばしば花序（花の集まり）の基部に花弁状の白い苞をもち、花序全体が1個の花のように見える（図1）。北米および東アジアから東南アジアに分布し、4属6種ほどが知られる。日本ではドクダミとハンゲショウが生育している。

## 特徴
地下茎が発達した多年草であるが、アネモプシス属は比較的発達した維管束形成層をもつ。茎の維管束は1–2輪に配置している。節は多隙性 (5–9) 多葉跡 (7–9)。葉は互生し、単葉、葉縁は全縁、葉柄の向軸側に托葉がついている。葉脈は掌状から羽状（下図2）。気孔は cyclocytic。精油細胞をもつ。集晶または砂晶をもつ。フラボノイド、ロイコアントシアニジンを有し、エラグ酸、サポニンを欠く。
花序は穂状または総状（下図3）、頂生または葉に対生状につく。しばしば花序の基部にある苞が白色で花弁状になり、花序全体が1個の花のように見えることがある（下図3a, b）。花は小型で両性、基部に苞（小苞、ときに不明瞭）がつき、花被を欠く（下図3a, d）。雄しべは3–8個、花糸は糸状、ときに基部で雌しべに合着する。葯は2室で縦裂する。タペート組織は分泌型。小胞子形成は同時型。花粉はボート形、小型（20 µm 以下）、2細胞性。雌しべは離生または合生（1室）、心皮は3–5(–7)個、雄しべと対生し、子房上位から下位。柱頭は乾性。胚珠は直生または半倒生、1心皮あたり2–13個、縁辺胎座または側膜胎座。果実はさく果または分離果（単位となる分果は非裂開果）。種子はほぼ球形、種皮は膜質、外胚乳（周乳）が発達し、胚は小さい。

## 分布・生態

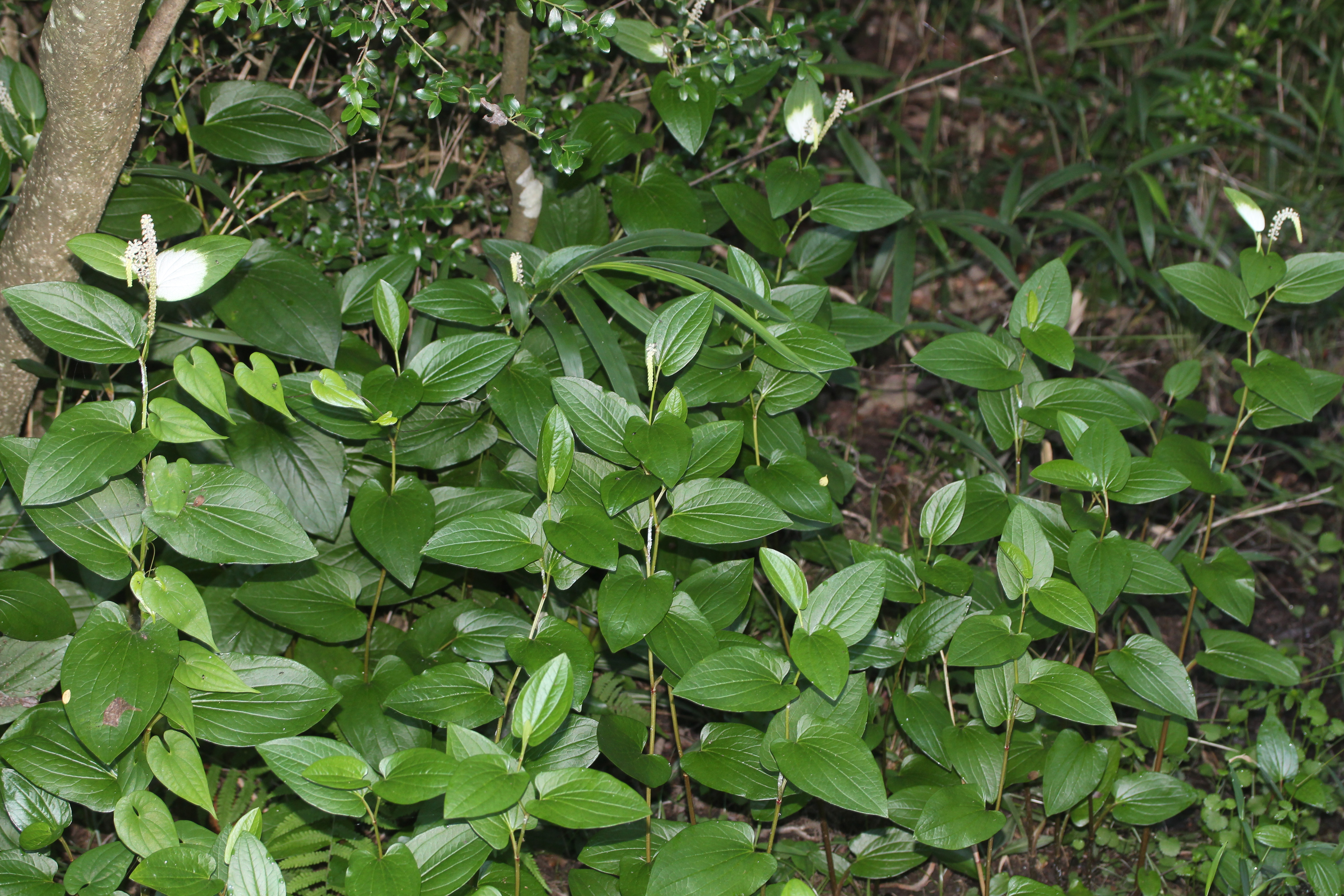
4. 葦毛湿原のハンゲショウ

北米南部および東アジアから東南アジアの温帯から熱帯域に分布する。
多くは湿った場所に生育する（図4）。

## 人間との関わり
ドクダミは日本では雑草として極めて身近な存在であるが、ハーブや食用野菜に利用されることがある（どくだみ茶、爽健美茶、ベトナム料理など）（図5a）。ドクダミやハンゲショウはときに生薬とされる。またドクダミやハンゲショウは観賞用に栽培されることがあり、園芸品種も存在する（図5b）。

## 分類
ドクダミ科は単純な花などの特徴から古くから認識されていたグループであり、同様に花被を欠く花をつけるコショウ科とともにコショウ目に分類されていた（新エングラー体系、クロンキスト体系など）。またコショウ目の植物は、モクレン科やクスノキ科など原始的と考えられてきた木本類と同様に精油をもつため、"原始的"な被子植物の一群と考えられ、古草本類 (paleoherb) ともよばれていた。
やがて20世紀末以降の分子系統学的研究によって、ドクダミ科はコショウ科に近縁であることが確認され、また同様に古草本類として扱われていたウマノスズクサ科も近縁であることが示された。2020年現在ではこれら3科はコショウ目にまとめられている。またコショウ目はモクレン目やクスノキ目などとともに単系統群を構成し、被子植物の初期分岐群の1つであることが示唆されており、この系統群はモクレン類 (magnolids) とよばれている。
2020年現在、ドクダミ科には4属6種ほどが知られている（下表1）。分子系統学的研究からは、アネモプシス属とドクダミ属、ハンゲショウ属とギムノテカ属がそれぞれ単系統群を構成することが示唆されている（図6）。ただし前者の単系統性は支持されないこともある。
表1. ドクダミ科の種までの分類体系の一例
- ドクダミ科　Saururaceae F.Voigt (1811)
  - アネモプシス属 Anemopsis Hook. & Arn. (1840)
茎は直立し、葉は基部に根生する。花序は密で短く、花弁状の苞が基部につく。雄しべは3+3または4+4個、雌しべにつく。雌しべは3(–4)個の心皮からなり、合生、子房は花序軸に埋没して子房下位。胚珠は1心皮あたり6–10個。果実はさく果。北米南部に分布する。ただ1種のみが知られる。
    - Anemopsis californica (Nutt.) Hook. & Arn. (1840)

  - ドクダミ属 Houttuynia Thunb. (1783)
茎は直立または斜上し、葉は茎生する。花序は密で短く、花弁状の苞（ふつう4枚、まれに6、8枚）が基部につく。雄しべは3(–8)個、子房基部についている。雌しべは3個の心皮からなり、合生、子房上位。胚珠は1心皮あたり6–9個。果実はさく果。東アジアから東南アジアに分布する。ただ1種、ドクダミのみが知られる。
    - ドクダミ Houttuynia cordata Thunb. (1783)

  - ハンゲショウ属 Saururus L. (1753)
茎は直立または斜上し、葉は茎生する。花序は比較的疎で長い総状花序、基部に花弁状の苞はつかないが、ハンゲショウでは近傍の葉が白くなる。雄しべは3–8個、ときに雌しべに着生。雌しべは(3–)4–5(–7)個の離生心皮からなり、子房上位。胚珠は1心皮あたり2個。果実は非裂開性の分離果であり、各分果は1種子を含む。北米東部に分布するアメリカハンゲショウと、東アジアから東南アジアに分布するハンゲショウの2種が知られる。
    - アメリカハンゲショウ Saururus cernuus L. (1753)
    - ハンゲショウ Saururus chinensis (Lour.) Baill. (1871)

  - ギムノテカ属（ジムノテカ属[9]） Gymnotheca Decne. (1845)
匍匐性。葉柄が長く、葉身と同長以上。花序は比較的疎で長い総状花序、ときに花弁状の苞が基部につく。雄しべは(5–)6(–7)個、雌しべに着生し、花柱より短い。雌しべは(2–)4個の心皮からなり、合生、子房下位。胚珠は1心皮あたり9–13個。果実はさく果。中国南部からベトナムに分布する。2種が知られる。
    - Gymnotheca chinensis Decne. (1845)
    - Gymnotheca involucrata C.Pei (1934)